# Сабитов, Нариман Гилязетдинович
Нарима́н Гилязетди́нович Саби́тов (баш. Сабитов, Нариман Ғиләжетдин улы, тат. Сабитов, Нариман Гыйләҗетдин улы) (1925—1971) — советский башкирский композитор, Заслуженный деятель искусств Башкирской АССР (1961). Лауреат Республиканской премии имени Салавата Юлаева (1972).

## Биография
Родился 11 января 1925 года в Казани.
В 1946 году окончил Башкирское отделение Московской консерватории по классу композиции В. А. Белого и по классу дирижирования И. Д. Дружинина, в 1953 году — Московскую консерваторию по классу композиции А. Н. Александрова.
В 1953—1967 годах — главный дирижёр Башкирского театра оперы и балета. В театре Нариман Гилязетдинович дирижировал более чем 30 спектаклями. С его участием поставлено более 20 сочинений зарубежных, русских и башкирских композиторов.
С 1953 по 1971 сочетал работу дирижёра Башкирского государственного театра оперы и балета с композиторской и концертно-просветительской деятельностью.
Умер 7 июня 1971 года в Севастополе. Похоронен на Мусульманском кладбище Уфы.
Сын Наримана Гилязетдиновича, Сабитов, Рустэм Нариманович, (род. 5 декабря 1955, Уфа, БАССР, РСФСР, СССР) — заслуженный деятель искусств России и Башкирии, лауреат Государственной премии Республики Башкортостан имени С. Юлаева, лауреат премии Союза композиторов России имени Д. Шостаковича, бывший художественный руководитель Башкирского театра оперы и балета.

## Сочинения
Опера:
- «Безусый волшебник» (Уфа, 1967).

Балеты:
- «Дружба» (совместно с X. Ахметовым; Уфа, 1954, 2-я ред. — «Горный орёл», 1959),
- «Буратино» (дет., Уфа, 1960),
- «Гюльназира» (Уфа, 1963),
- «Мурзилка-космонавт» (дет., Уфа, 1964),
- «Люблю тебя, жизнь» (Уфа, 1967),
- «Страна Айгуль» (Уфа, 1971).

Ораториально-хоровые произведения:
«Бессмертие», кантата на сл. Г. Рамазанова (1953);
Камерно-вокальные произведения:
- «Гляжу в глаза», вокальный цикл, 1965;
- Песни и романсы на стихи башкирских поэтов, 1971;
- «Весенние песни», «Песни любви» на стихи башкирских поэтов, 1968.

Камерно-инструментальные произведения:
- Семь наигрышей для фортепиано, 1965;
- Прелюдии для фортепиано.
- Сонатина для фортепиано
- Тема с вариациями соль минор для фортепиано
- Тема с вариациями ми минор для фортепиано
- Фантазия си мажор для фортепиано с оркестром

## Награды
- Два орденами Трудового Красного Знамени (1955, 1971).
- Орден «Знак Почёта» (1969).
- Заслуженный деятель искусств Башкирской АССР (1961)
- Республиканская премия им. Салавата Юлаева (1972, посм.).

## Память
В г. Уфе детская музыкальная школа № 1 носит имя Наримана Сабитова.
В 1995 году в Уфе учрежден открытый конкурс музыкантов-исполнителей им. Н. Сабитова (фортепиано, скрипка, вокал).